# Igelsjön (Målilla socken, Småland)
Igelsjön är en sjö i Hultsfreds kommun i Småland och ingår i Emåns huvudavrinningsområde. Sjön är 3 meter djup, har en yta på 0,365 kvadratkilometer och är belägen 190,1 meter över havet. Vid provfiske har abborre, braxen, gädda och mört fångats i sjön.

## Delavrinningsområde
Igelsjön ingår i det delavrinningsområde (637080-148997) som SMHI kallar för Inloppet i Vensjön. Medelhöjden är 185 meter över havet och ytan är 25,12 kvadratkilometer. Räknas de 3 avrinningsområdena uppströms in blir den ackumulerade arean 87,13 kvadratkilometer. Sällevadsån som avvattnar avrinningsområdet har biflödesordning 2, vilket innebär att vattnet flödar genom totalt 2 vattendrag innan det når havet efter 120 kilometer. Avrinningsområdet består mestadels av skog (86 procent). Avrinningsområdet har 0,54 kvadratkilometer vattenytor vilket ger det en sjöprocent på 2,2 procent.